# أنا وحدي (فلم)
أنا وحدي فيلم مصري تم إنتاجه عام 1953، من إخراج هنري بركات و بطولة سعاد محمد و ماجدة و منى و ميمي شكيب.

## فريق العمل

### تمثيل
- سعاد محمد
- ماجدة
- منى
- ميمي شكيب
- عمر الحريري
- نور الدمرداش
- عبد الرحيم الزرقاني
- صلاح نظمي
- فاخر فاخر
- ثريا فخري
- زكي إبراهيم

### الفريق الفني
- إخراج: هنري بركات
- تأليف:
  - يوسف عيسى (قصة)
  - هنري بركات (سيناريو)
  - أبو السعود الإبياري (حوار)
- إنتاج: لوتس فيلم (آسيا داغر)

## أغاني الفيلم
- هاتوا الورق والقلم
- مين السبب في الحب
- أنا وحدي
- فتح الهوي الشباك

## روابط خارجية
- مقالات تستعمل روابط فنية بلا صلة مع ويكي بيانات